# Grevagårdsbyn
Grevagårdsbyn är en småort i Skövde kommun och Sjogerstads socken. Byn är belägen på gränsen mellan Skövde och Falköpings kommuner, ungefär 10 km söder om Skövde.